# (117198) 2004 RL173
(117198) 2004 RL173 es un asteroide perteneciente al cinturón de asteroides, descubierto el 9 de septiembre de 2004 por el equipo del Lincoln Near-Earth Asteroid Research desde el Laboratorio Lincoln, Socorro, Nuevo México.

## Designación y nombre
Designado provisionalmente como 2004 RL173.

## Características orbitales
2004 RL173 está situado a una distancia media del Sol de 2,645 ua, pudiendo alejarse hasta 3,035 ua y acercarse hasta 2,255 ua. Su excentricidad es 0,147 y la inclinación orbital 10,119 grados. Emplea 1571,00 días en completar una órbita alrededor del Sol.

## Características físicas
La magnitud absoluta de 2004 RR171 es 15,47. Tiene 2,456 km de diámetro. Su albedo se estima en 0,244.